# Lửng lợn
Lửng lợn, tiếng Tày: lương mu (danh pháp hai phần: Arctonyx collaris) là loài thú duy nhất còn tồn tại trong chi Arctonyx thuộc họ Chồn, sống trên cạn, tập trung tại Trung và Đông Nam Á. Do tình trạng đánh bắt trái phép cao dẫn đến số lượng cá thể giảm ở các khu vực Lào, Việt Nam, đông nam Trung Quốc và Myanmar, do đó, Liên minh Bảo tồn Thiên nhiên Quốc tế đã xếp loài này vào thể loại loài sắp bị đe dọa trong sách đỏ IUCN năm 2008.

## Phân loại - Phân bố
Lửng lợn ở Việt Nam được gọi dưới một số tên khác chồn hoang, cúi, gấu lợn; tên lửng lợn được đặt do đặc điểm mũi của nó giống như của lợn rừng.
Hiện có 6 phân loài được công nhận:
1. A. c. albogularis E. Blyth, 1853 ở sườn đông dãy Himalaya[3]
2. A. c. collaris G. F. Cuvier, 1825 ở miền nam Trung Quốc, phía bắc Thiểm Tây[3]
3. A. c. consul R. I. Pocock, 1940 ở phía bắc Trung Quốc, từ tỉnh Cam Túc tới vùng Trực Lệ[3]
4. A. c. dictator O. Thomas, 1910 ở Thái Lan và Đông Dương[3][4]
5. A. c. hoevenii Ambrosius Arnold Willem Hubrecht, 1891 ở Sumatra (Indonesia)
6. A. c. leucolaemus H. M. Edwards, 1867 từ Assam (Ấn Độ) đến Myanmar[3]

## Mô tả
Lửng lợn có bộ lông màu nâu dài trung bình, cơ thể chắc, họng màu trắng, hai sọc màu đen trên một khuôn mặt trắng kéo dài và một cái mõm màu hồng như mõm lợn. Chiều dài đầu và thân là 55–70 cm (22–28 in), đuôi dài 12–17 cm (4,7–6,7 in) và cân nặng 7–14 kg (15–31 lb). Đây là loài duy nhất của chi Arctonyx.
Lửng lợn phân bố ở các khu rừng mưa nhiệt đới Đông Nam Á. Hình dáng của lửng lợn tương tự như lửng Á-Âu, nhưng nó nhỏ hơn, với móng vuốt lớn trên bàn chân trước. Đuôi của lửng lợn có những sợi lông dài màu trắng, và bàn chân trước của nó có móng vuốt màu trắng.
Lửng lợn là loài ăn tạp, thức ăn của nó gồm trái cây, củ và động vật nhỏ. Đây là loài động vật ăn đêm.

## Hình ảnh

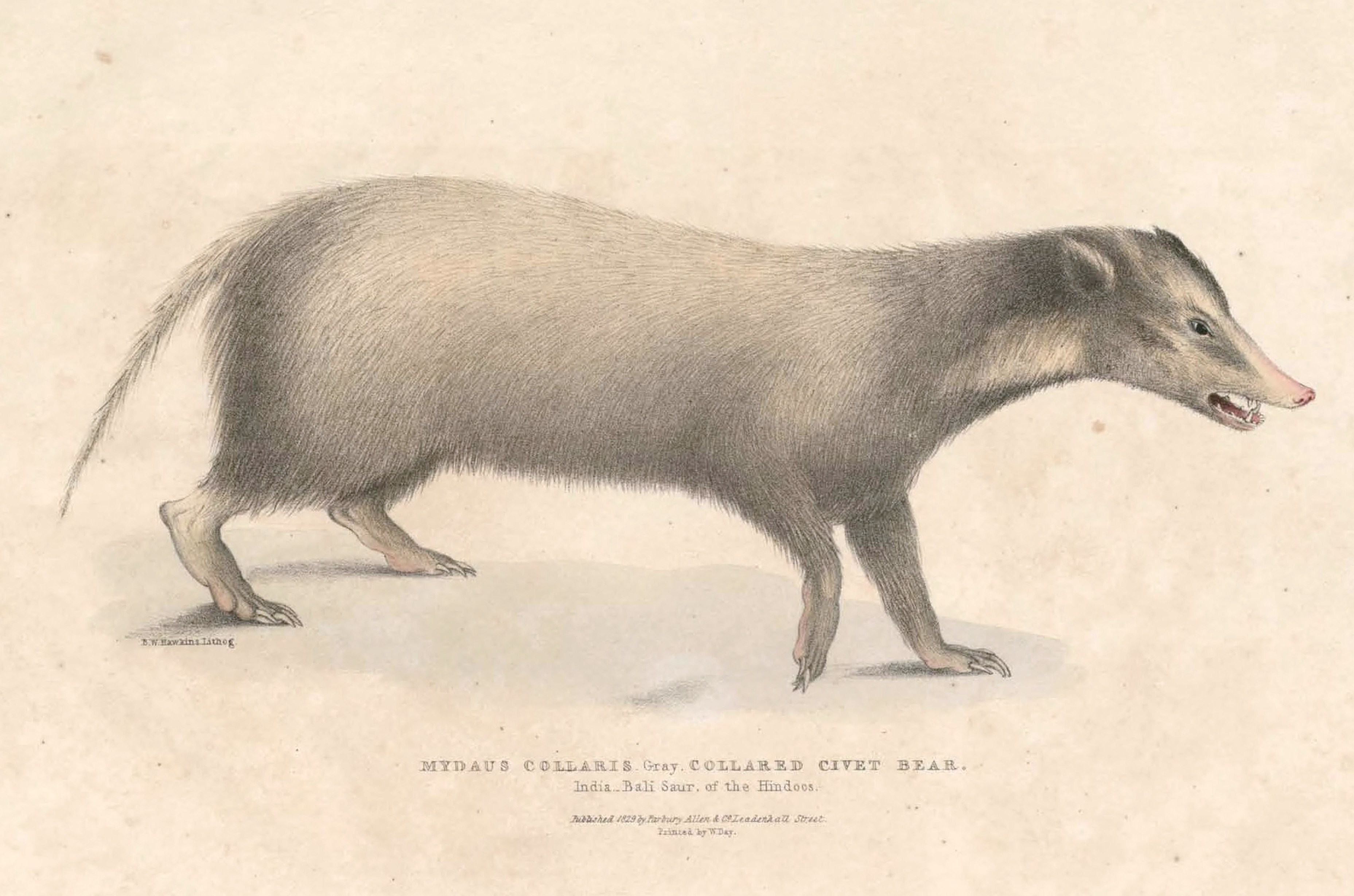
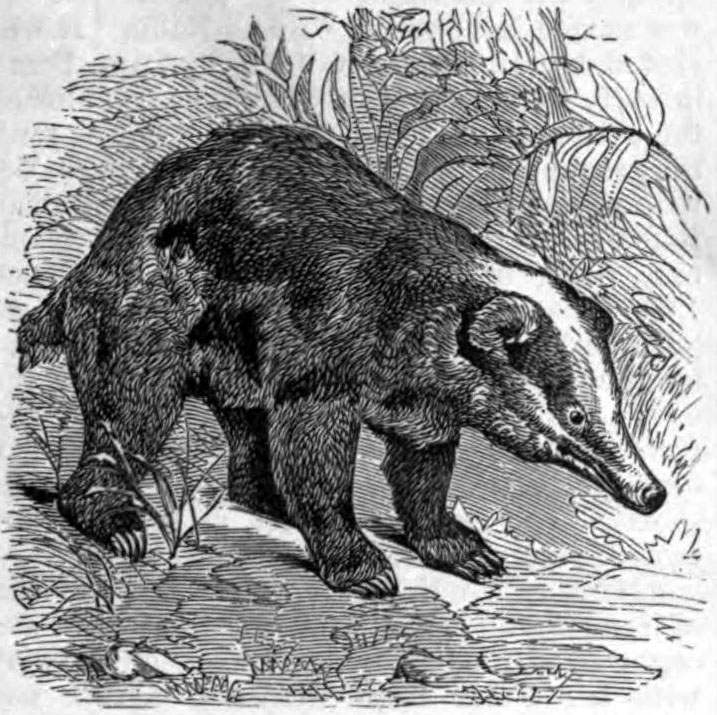
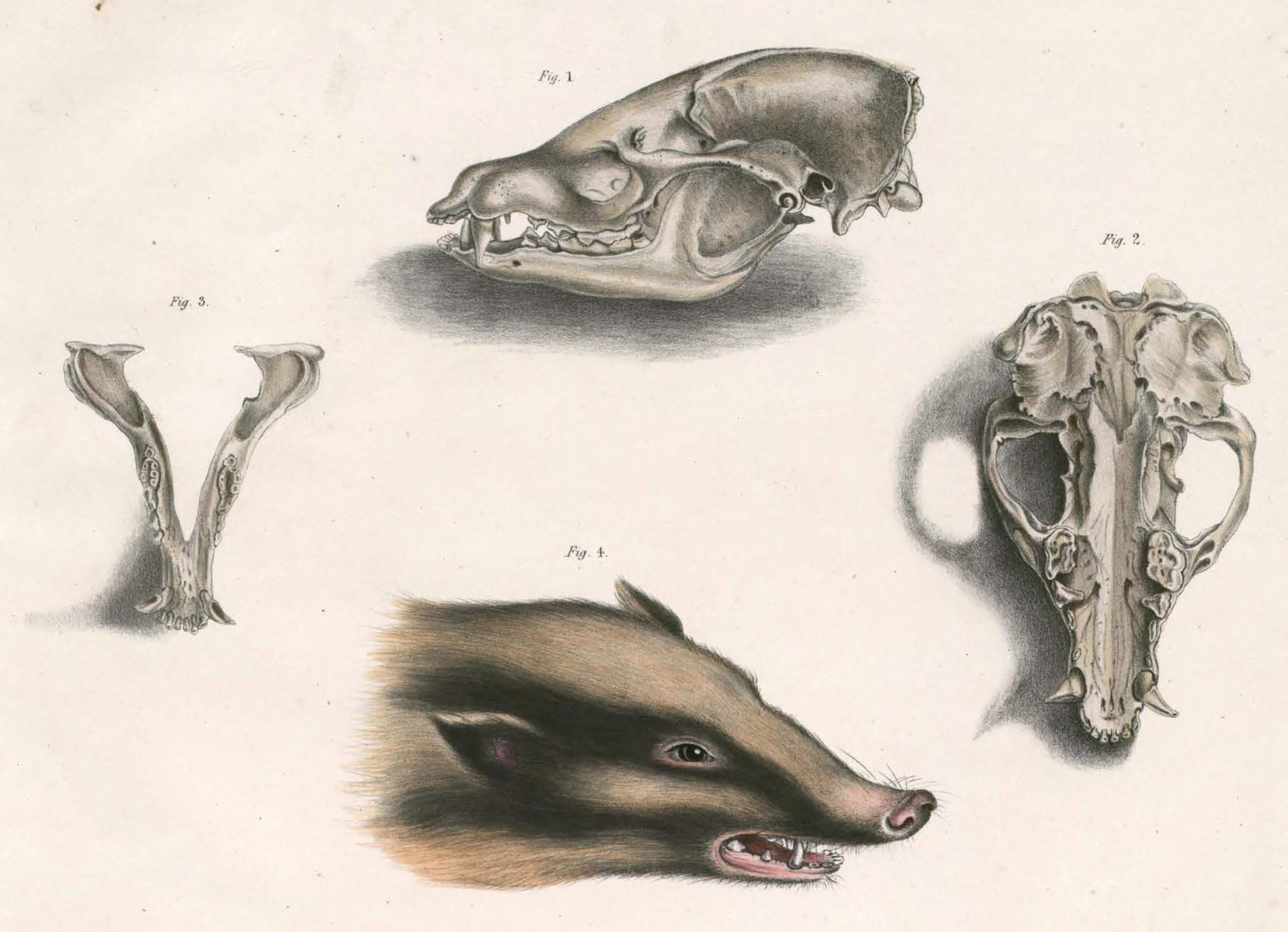
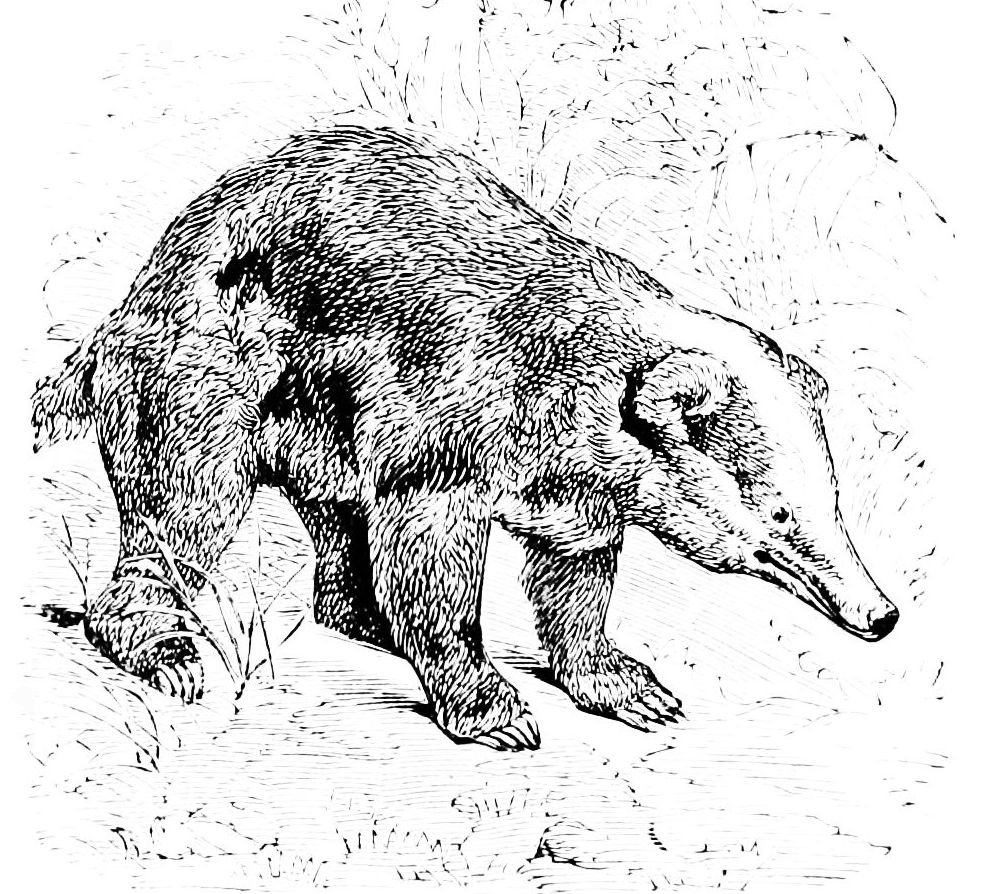